# Al-Aqsamoskee

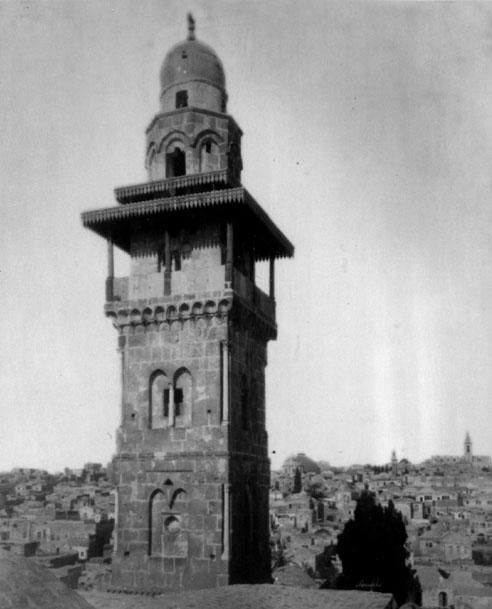
Een van de vier minaretten van de Al Aqsamoskee in 1886

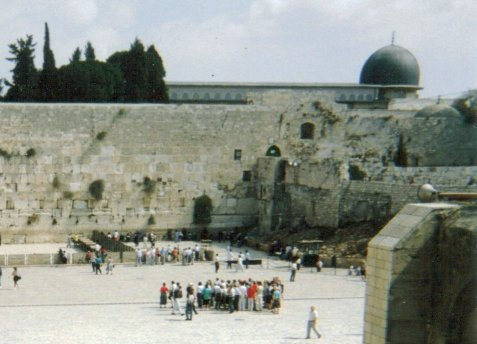
Al-Aqsamoskee gezien vanaf het plein voor de Westmuur

De Al-Aqsamoskee (Arabisch المسجد الأقصى al-masjid ul-aqsā, "De verste moskee") of El-Aksamoskee is een islamitische moskee in de Oude Stad Jeruzalem, gebouwd op een steenworp afstand van de Rotskoepel op de zuidzijde van de Tempelberg (Haram al-Sharif).
De Al-Aqsamoskee is de grootste moskee van Jeruzalem met plaats voor ongeveer 5.000 mensen. Het is een van de drie heilige plaatsen van de islam, na de Ka'aba in Mekka en de Moskee van de Profeet in Medina. De religieuze gebouwen op de Tempelberg worden beheerd door een Jordaanse islamitische waqf. Conform een afspraak in 1967 over de status van de Haram al-Sharif is bezoek van de berg toegestaan onder voorwaarde dat er niet op gebeden wordt. De moskee is alleen voor moslims toegankelijk.
De naam van de moskee, met de betekenis "het verste huis", verwijst naar Soera De Nachtreis. Er is een hadith die zegt dat de moskee door Jakob, zoon van Isaak, werd gebouwd.

## Geschiedenis
Na de verovering van Jeruzalem in 638 door de Omajjaden bouwde kalief Abd al-Malik in 691-692 de Koepel van de Rots op de Tempelberg. Twintig jaar later, circa 711, bouwde Abd al-Maliks zoon Al-Walid de Al-Aqsamoskee ter vervanging van de in de jaren 630 door kalief Omar gebouwde houten moskee. Hij noemde ze Al-Aqsa, opdat het zou klinken als de in de Koran genoemde 'Verre Moskee' (Al-Aqsa Al-Masjid) (Koran 17:1). De in de 20e eeuw ontdekte papyri uit Aphroditopolis wijzen erop dat de bouwwerkzaamheden liepen van 706 tot 717.
Tijdens de Eerste Kruistocht in 1099 namen de kruisvaarders Jeruzalem in en richtten in de moskee een bloederige slachting aan; dit is door de christelijke kroniekschrijver Fulcher van Chartres beschreven. De belegerden, die in en zelfs op de moskee waren gevlucht, werden met pijlen gedood en van het dak geworpen. Binnen werden 10.000 personen onthoofd, vrouwen en kinderen niet uitgezonderd. Men waadde er enkeldiep door het bloed, nog steeds volgens Fulcher. Zijn Arabische tegenhanger Ali Ibn al-Athir had het over 70.000 doden.
De kruisvaarders ontnamen de Al-Aqsamoskee zijn religieuze functie en richtten er vanaf 1104 het bestuurlijk centrum in van hun kruisvaardersstaat, het koninkrijk Jeruzalem. Bij hen stond de moskee bekend als Tempel van Salomon (Templum Salomonis). Ze gebruikten hem als koninklijk paleis en de ondergrondse gewelven als stallen. In 1119 wees koning Boudewijn II van Jeruzalem een vleugel ervan toe aan de Tempeliers. De naam van deze orde, voluit Orde van de Arme Ridders van Christus en de Tempel van Salomo, is een rechtstreekse verwijzing naar dit nieuwe hoofdkwartier. Enige tijd later verhuisde koning Boudewijn naar een nieuw paleis bij de toren Phasaël. De Tempeliers hadden de voormalige moskee toen voor zich alleen en lieten aan de oost- en westzijde nieuwe constructies optrekken (afgebroken in 1943). Dankzij de aantekeningen van de Duitse pelgrim Johannes von Würzburg is een beschrijving van hun complex overgeleverd.
Na de herovering van Jeruzalem liet Saladin een grote dankdienst houden in Al-Aqsamoskee (9 oktober 1187). Later liet hij de moskee grondig verbouwen (1216-17).

## Incidenten
In 1951 werd bij een aanslag de Jordaanse koning Abdullah I bij het verlaten van de moskee door een Palestijn doodgeschoten.
Op 21 augustus 1969 werd de door Saladin gebouwde minbar verwoest door een brand die gesticht werd door Denis Michael Rohan, een Australisch lid van de christelijke sekte Worldwide Church of God. Met zijn actie wilde hij de wederkomst van Jezus versnellen. Hij werd opgenomen in een psychiatrisch ziekenhuis en later het land uitgestuurd.
Begin 2007 werd in de moskee een replica van de minbar geïnstalleerd.
In de periode 1996–1999 is de vanuit de moskee bereikbare, ondergrondse Marwani gebedshal (of moskee) door de waqf tot stand gebracht, op de locatie die bekendstaat als de Stallen van Salomon (de stallen van de kruisvaarders). Daarbij is grond verwijderd zonder acht te slaan op het archeologische belang. Voor zover nog beschikbaar werd de verwijderde grond in 2005 alsnog onderzocht door Israël, in het Temple Mount Sifting Project, aangezien Israël ervan uitgaat dat het mogelijk de locatie is van de Bijbelse Tempel van Salomo.

## Provocaties
In 2000 bezocht de toenmalige Israëlische oppositieleider Ariel Sharon op verkiezingscampagne de Tempelberg, waarop de Al-Aqsamoskee en de Rotskoepel. Hij werd hierbij omringd door zo'n duizend veiligheidsagenten. De Tempelberg/Haram al-Sharif is zeer omstreden vanwege zijn religieuze betekenis voor zowel de islam als voor het jodendom. Vanwege de provocatie die van dit bezoek uitging, braken er rellen uit. Dit werd het begin van de Tweede Intifada, die vijf jaar zou duren.
De Hamas-aanval in Israël 2023 werd de Al-Aqsa-storm of Al-Aqsa-vloed genoemd door Hamas.

## Galerij

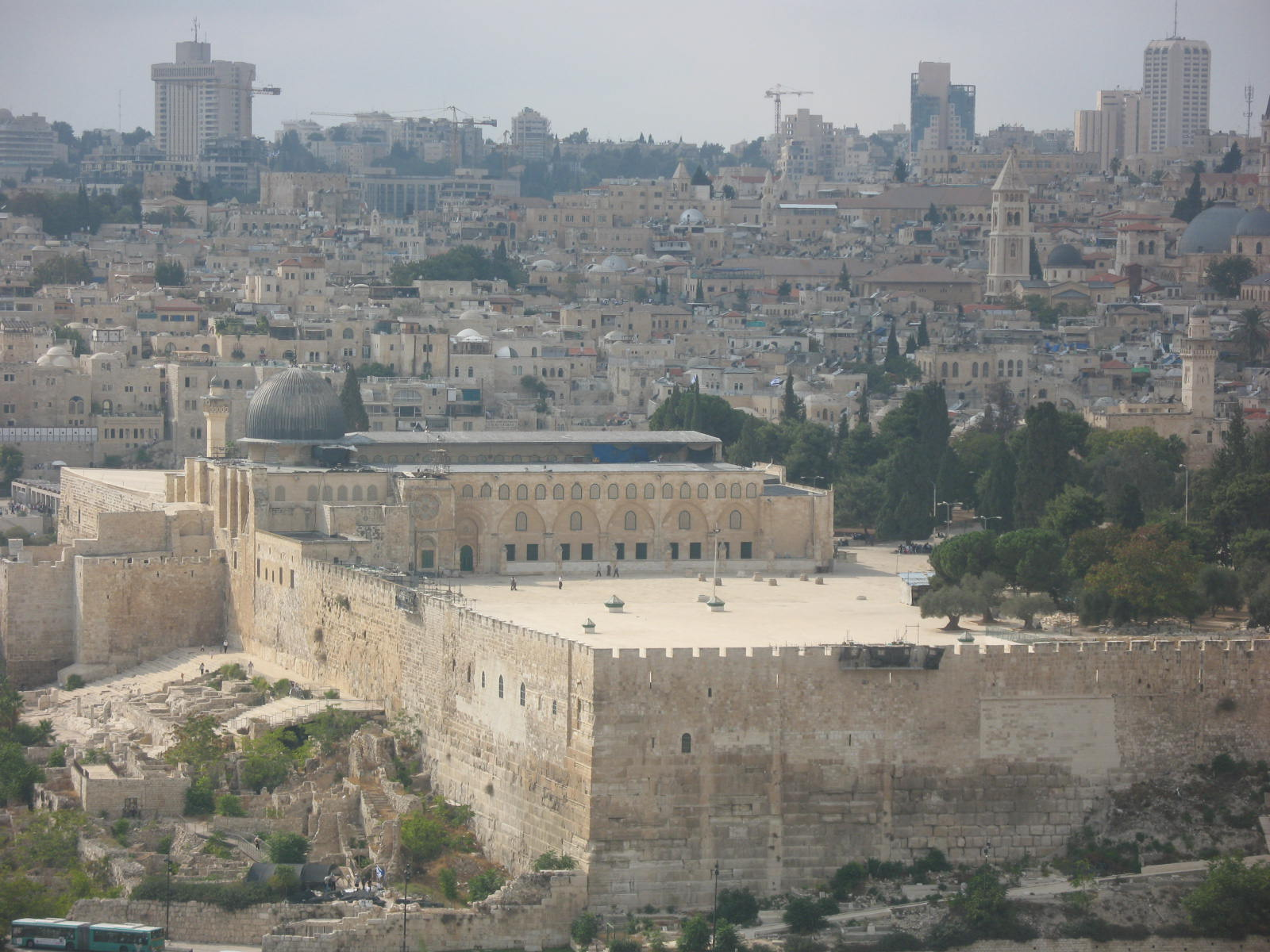
Situering op de Tempelberg (Haram al-Sharif)
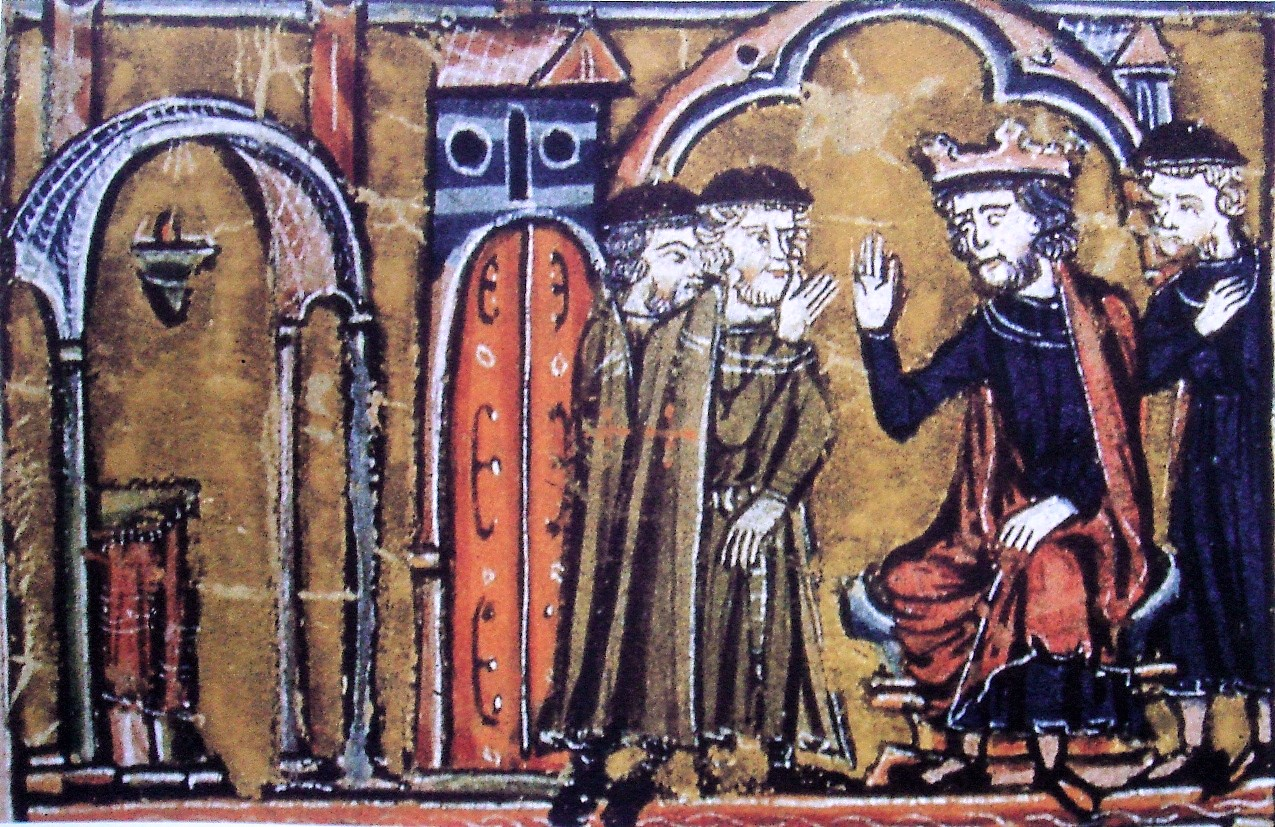
Kruisvaarderskoning Boudewijn II staat Al-Aqsa af aan de Tempeliers (13e-eeuwse miniatuur
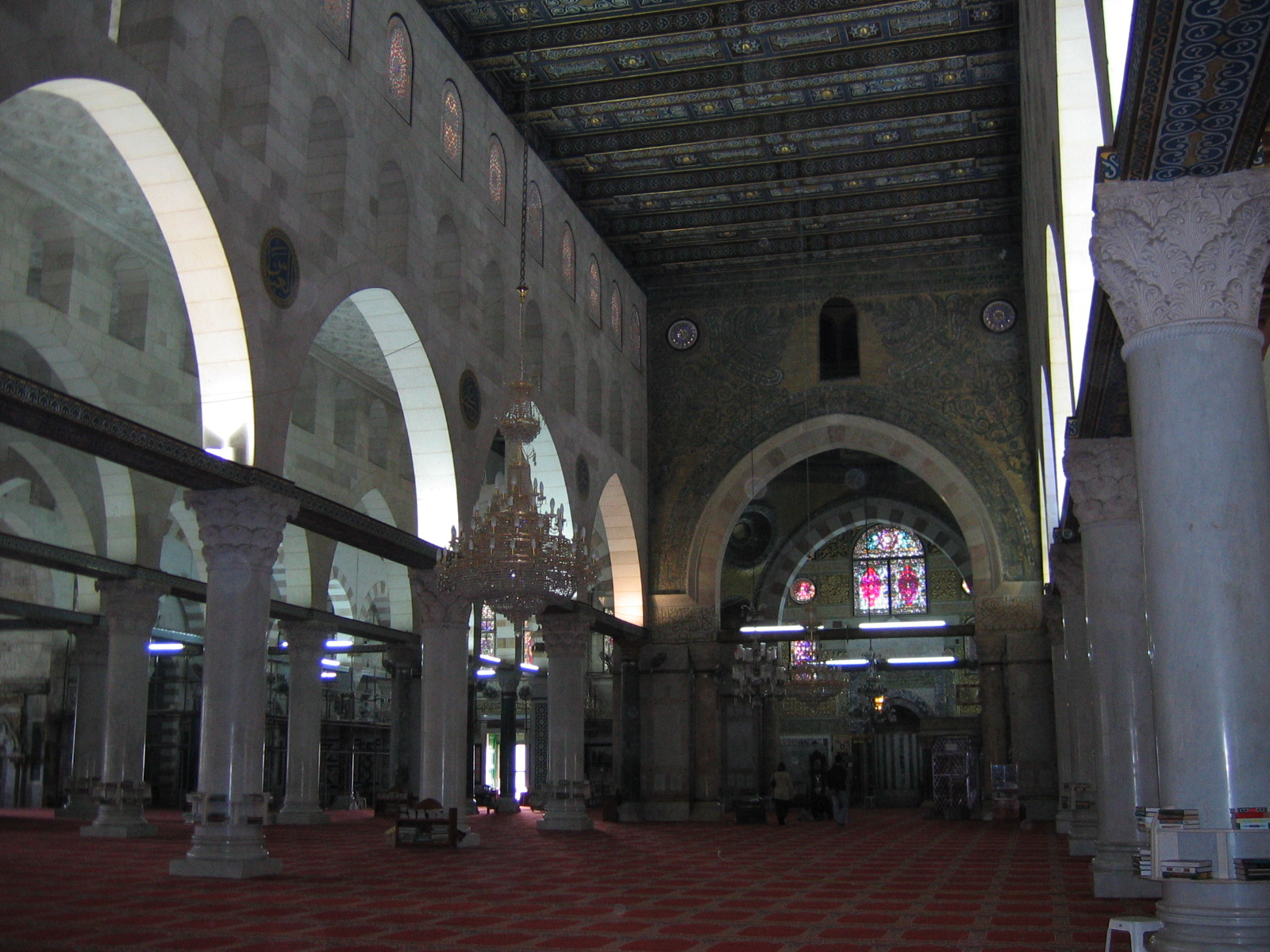
Binnenaanzicht
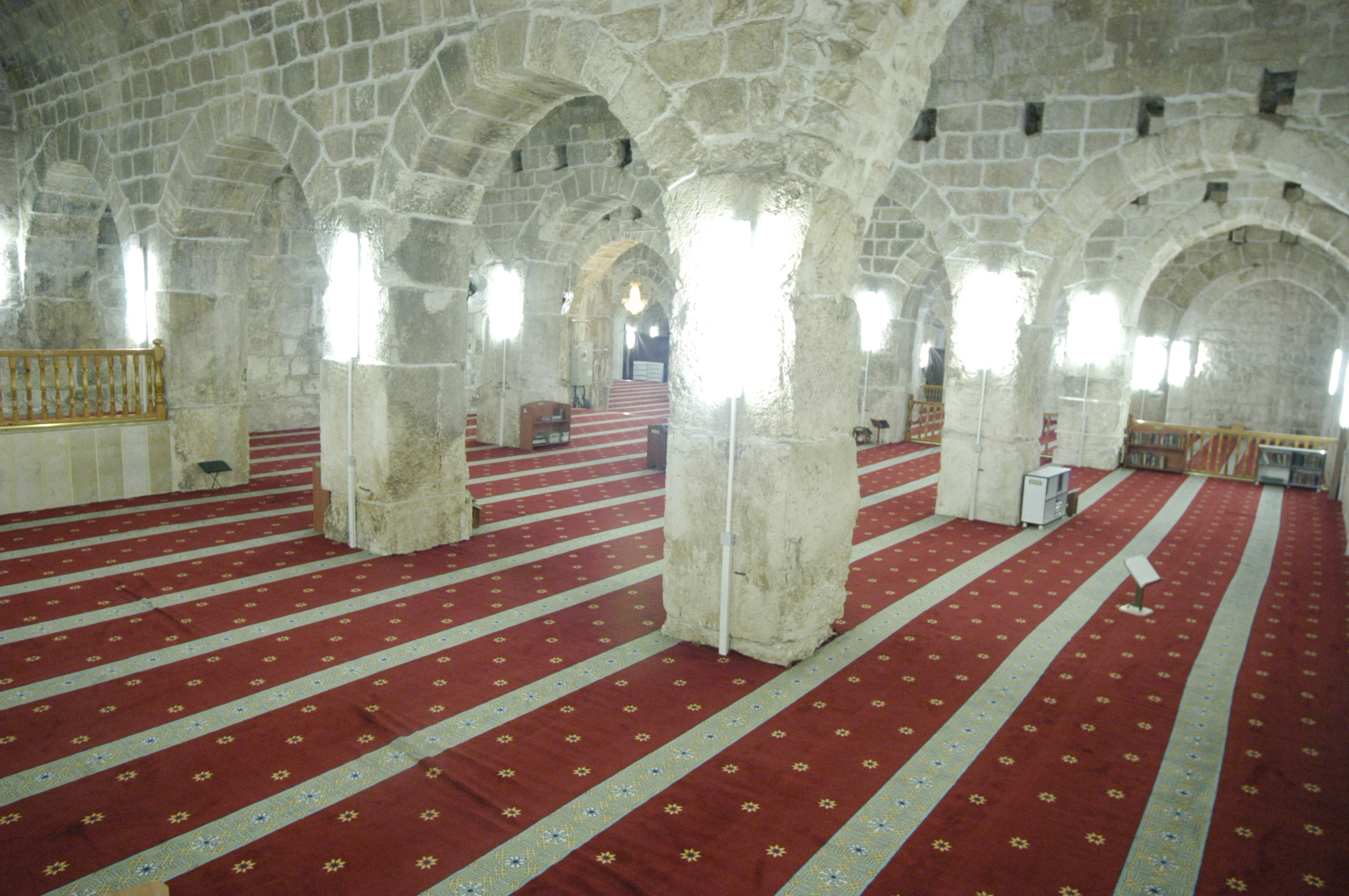
Ondergrondse gebedshal (vroegere stallingen)